# Pfarrkirche St. Corona am Schöpfl

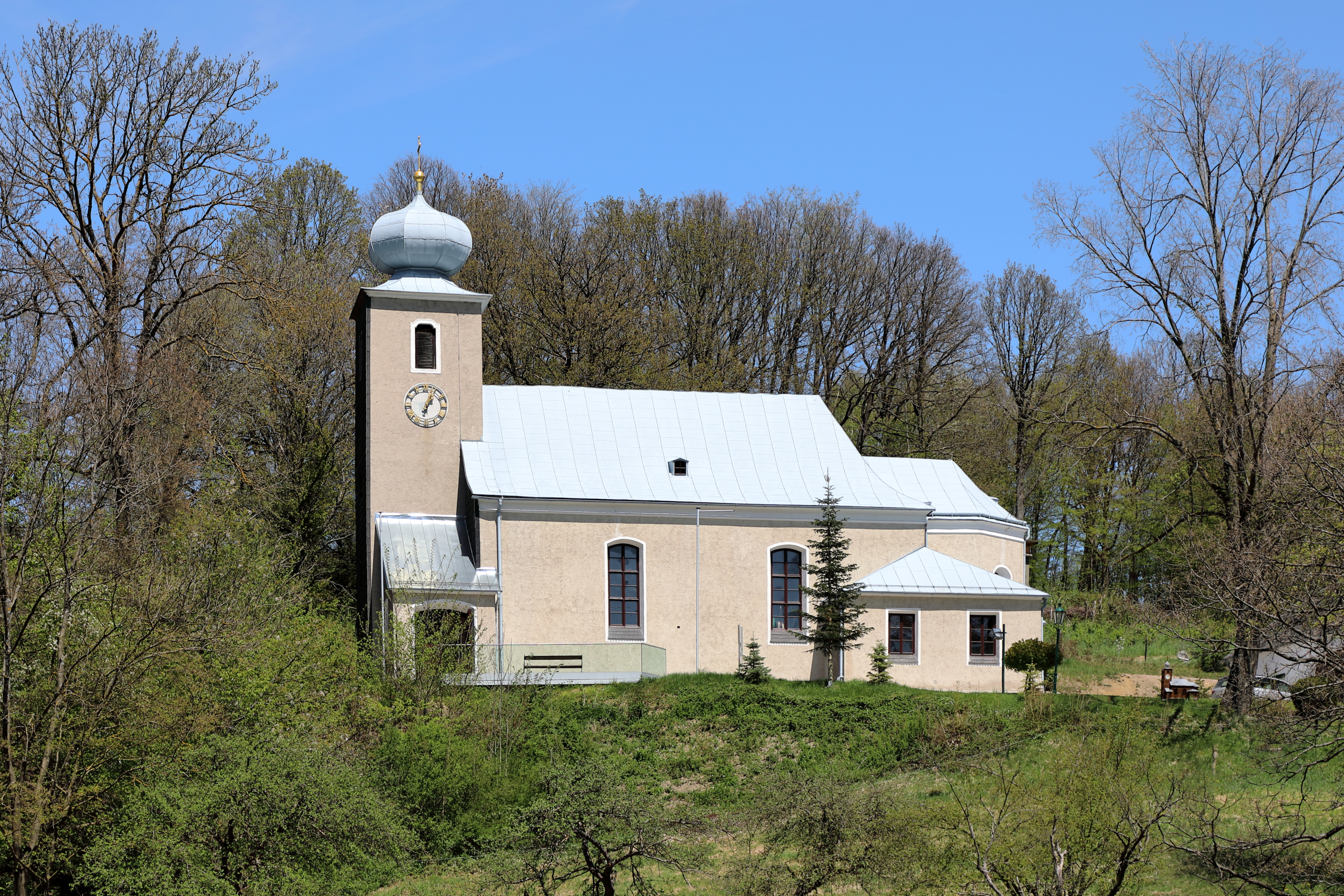
Pfarrkirche St. Corona

Die römisch-katholische Pfarr- und Wallfahrtskirche St. Corona am Schöpfl steht am Abhang eines Hügels über der Wienerwald-Ortschaft St. Corona am Schöpfl in der Gemeinde Altenmarkt an der Triesting im Bezirk Baden in Niederösterreich. Sie ist der heiligen Corona geweiht und gehört zum Dekanat Pottenstein im Vikariat unter dem Wienerwald der Erzdiözese Wien. Die Kirche steht unter Denkmalschutz.

## Geschichte
1444 wird erstmals urkundlich eine Kapelle genannt, die ab dem 15. Jahrhundert dem Verfall preisgegeben war. 1720 wurde die heutige Kirche erbaut und 1724 zur Pfarre erhoben. In den Jahren 1953 bis 1960 erfolgte eine Restaurierung.

## Architektur
Kirchenäußeres
Die Kirche ist ein kleiner barocker Bau mit einem eingezogenen Chor, der von niedrigen Anbauten flankiert wird. Der vorgestellte Kirchturm im Westen steht am höchsten Punkt des Kirchhügels.
Das Langhaus ist von einem im Osten abgewalmten Dach gedeckt. Die hohen Fenster sind segmentbogenförmig. Der zweigeschoßige Kirchturm hat rundbogige Schallfenster und eine Zwiebelhaube, die mit Weißblech gedeckt ist. Die an den Turm anschließenden Anbauten mit Pultdach sind etwas breiter als das Langhaus. Der Chor mit Rundbogenfenstern endet in einem 3/8-Schluss. In den Chorwinkeln schließen kleine, niedrige, hakenförmige Anbauten an, die auch kleine Teile des Langhauses umschließen. Der nördliche Anbau ist eine kleine Kammer mit dem Aufgang zur Kanzel, der südliche wird als Sakristei genutzt. An der Südseite ist ein Rundbogenfries. Die romanisierenden Fenstergewände an der Südseite stammen von einer Restaurierung aus dem 19. Jahrhundert. An der Westseite ist die Kirche verschindelt.
Kircheninneres
Das Kirchenschiff ist ein Saalbau mit Flachdecke. Die balkonartige Westempore von 1960 hat eine leicht gebauchte Brüstung mit Kassettenfeldern. Das Erdgeschoß des Turmes hat eine Flachdecke. Ein rundbogiger Triumphbogen trennt das Langhaus von dem um drei Stufen erhöhten Chor. Auch der Chorraum hat eine Flachdecke. In den Kirchenfenstern im Chor aus dem Jahr 1909 sind die heilige Corona und der heilige Franz Paul dargestellt.

## Ausstattung
Der Hochaltar besteht aus mehreren uneinheitlichen Elementen und wurde in den Jahren 1864 und 1865 neu gestaltet. Der freistehende Altartisch mit Tabernakelaufsatz stammt vom Anfang des 19. Jahrhunderts. Der Tabernakel wird von zwei Engelsfiguren vom Ende des 18. Jahrhunderts flankiert. Darüber ist ein Marienbild in einem Strahlenkranz.
Die beiden Seitenaltäre sind einfache Rahmenretabel aus der ersten Hälfte, bzw. der Mitte des 19. Jahrhunderts. Das linke Altarbild zeigt die heilige Corona, das rechte den heiligen Vinzenz. Beide wurden 1865 vom Maler Leopold Till gemalt. An der Nordwand des Langhauses ist der Familienaltar. Er besteht aus einem barocken Säulenretabel in Kartusche. Der 1725 errichtete Altar wurde 1911 und 1968 restauriert. Das Altarbild zeigt die Heilige Familie und Gottvater und wird von Stauen der heiligen Barbara und der heiligen Katharina flankiert. Im Altaraufsatz ist der heilige Johannes Evangelist.
Die polygonale Hängekanzel stammt aus der ersten Hälfte des 18. Jahrhunderts. Der Konsolenfuß ist reich profiliert. Am Korb ist eine Reliefbüste der heiligen Corona. Auf dem Schalldeckelfigur steht eine Christus-Salvator-Statue.
In der Kirche befinden sich außerdem ein Kruzifix aus dem 17. Jahrhundert sowie eine kleine Pièta unter einem Baldachin vom Anfang des 19. Jahrhunderts, dessen ursprünglicher Verwendungszweck nicht mehr eruierbar ist. Im Kirchenraum hängen einige Ölbilder, etwa ein Ovalbild der Heiligen Vinzenz und Corona vom Anfang des 19. Jahrhunderts, ein Bild des Schmerzensmannes aus der ersten Hälfte des 18. Jahrhunderts sowie ein Allerheiligenbild mit Wappen des k. k. Reichshofratsagenten Achaz von Klerff in einem trapezförmigen Rahmen vom Ende des 18. Jahrhunderts. Die Kreuzwegbilder stammen aus der ersten Hälfte des 19. Jahrhunderts. Das Taufbecken mit einem muschelförmigen Becken stammt aus dem 18. Jahrhundert. Die Figur auf dem Deckel des Beckens zeigt Johannes der Täufer und stammt aus der Mitte des 19. Jahrhunderts.
Im Chor befinden sich Grabplatten von Leopold Loiprecht O.S.B. († 1733), Robertus Magis O.S.B. († 1761), Maria Helena Montahin († 1768) und Ignaz Toma († 1747).
Die Orgel aus 1896 mit 7 Registern wurde von Johann M. Kauffmann gebaut.
Die Glocke wurde 1707 von Johann Achamer gegossen. Die Glocke mit einem Durchmesser von 53 cm weist ein Relief eines Kruzifix und einer Madonna mit Kind in Flammenmandorla auf.
In Verwahrung sind ein Altartisch mit Tabernakelaufsatz vom Anfang des 18. Jahrhunderts, eine Staue des heiligen Leopold aus der ersten Hälfte des 18. Jahrhunderts sowie zwei Leinwandbilder „Marienkrönung“ aus der Mitte des 19. Jahrhunderts und das Ovalbild „Heilige Anna und Maria“ aus der ersten Hälfte des 19. Jahrhunderts.

## Sonstiges

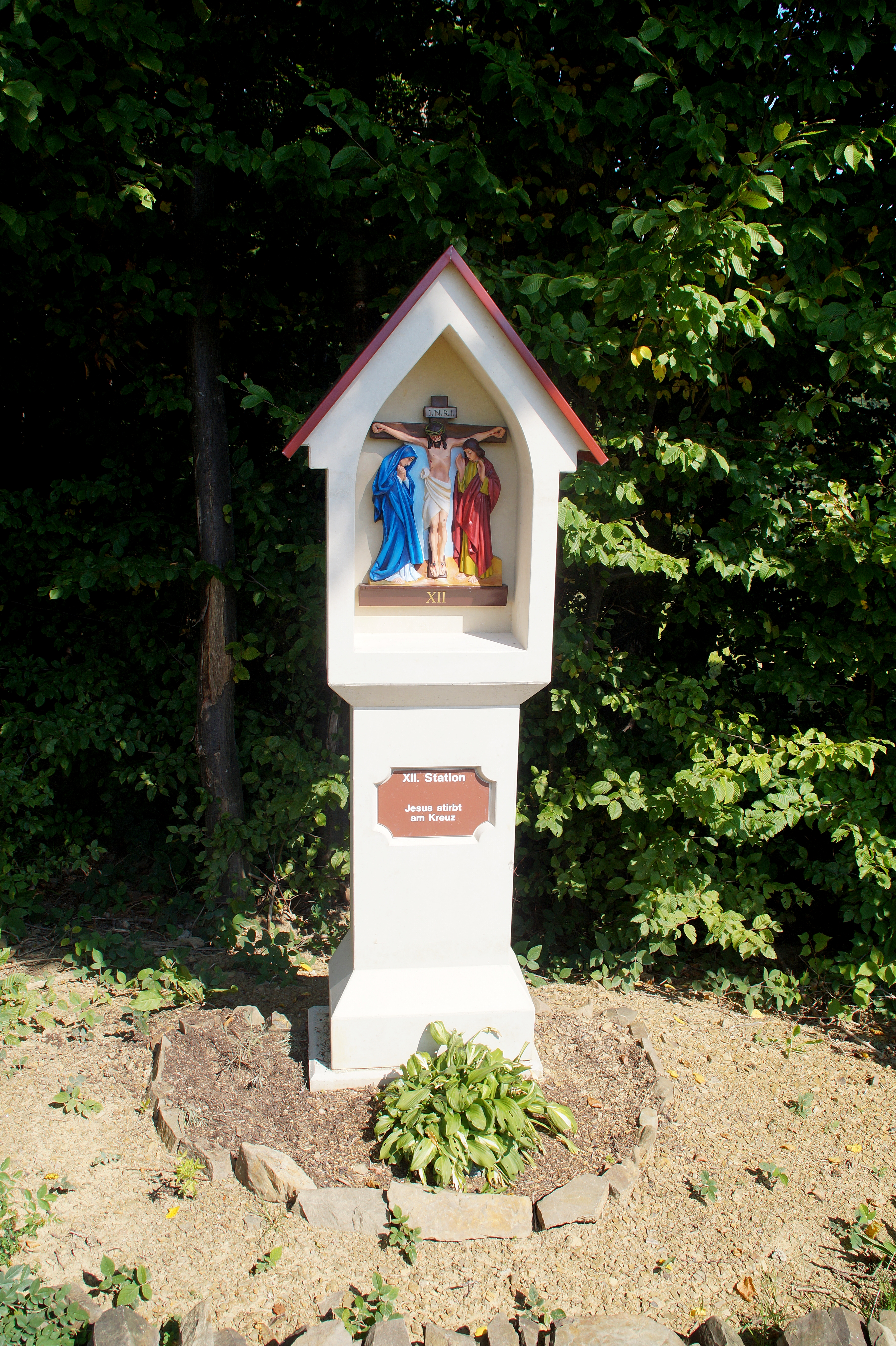
Kreuzweg: Station 12

Auf dem Hügel oberhalb der Kirche steht das Europakreuz. Am Waldrand wurde 2020 ein Kreuzweg mit 15 Stationen aus Beton mit Fiberglasfiguren errichtet.